# Кравець Микола Миколайович
Мико́ла Микола́йович Краве́ць (24 листопада 1928, с. Бабичі Білгорайського повіту Люблінського воєводства (Холмщина) — 20 липня 2011, м.Вінниця) — дослідник історіографії, політичних рухів, соціального і економічного розвитку, культури України, політичної історії Франції, Німеччини, Польщі, доцент (1965), доктор історичних наук, професор (1968), почесний професор НаУКМА (1996).

## Біографія
У селянській родині Кравців було семеро дітей. Батько Микола і мати Дарина походили з цього ж села. Батько Микола Миколайович деякий час працював на вугільних шахтах у Німеччині та США.
Шкільні знання Микола почав засвоювати з 1935 р., коли пішов навчатися спочатку у польську, згодом українську школу. Після її закінчення до 1944 р. навчався в Грубешівській українській учительській семінарії, яку створив колишній січовий стрілець П. Кривоносюк. Після вигнання німецьких військ радянською армією батько з родиною був депортований на Дніпропетровщину. Родина поселилася в м. Апостолове. У січні-липні 1945 р. юнак навчався у Нікопольському педагогічному училищі.
Отримавши диплом учителя початкових класів, М. Кравець з вересня 1945 р. до серпня 1946 р. працював у початковій школі с. Нова Мар'янівка Апостолівського району. У вересні 1946 р М. Кравець вирушив на Волинь продовжувати здобувати освіту на історичному факультеті Луцького вчительського інституту, який закінчив з відзнакою у липні 1948 р. Впродовж року після закінчення інституту М. М. Кравець учителював у семиричній школі с. Галичани Берестечківського району на Волині. Водночас заочно навчався на історичному факультеті Львівського педагогічного інституту.
У 1949—1952 рр. був учителем, згодом директором середньої школи у Берестечку. У 1952 р. вступив до аспірантури Інституту суспільних наук Академії наук УРСР у Львові. Його учителем став видатний український історик І. П. Крип'якевич. Там, у столиці Галичини, 24-річний Микола Кравець прилучився до наукової школи Михайла Грушевського в українській історіографії.
Після двох років навчання в аспірантурі, замість визначених трьох, захистив у 1954 р. кандидатську дисертацію і один рік працював старшим викладачем на історичному факультеті Станіславського педагогічного інституту(нині Прикарпатського національного університету). У 1958 р. повернувся у Львівський університет, в якому очолив кафедру історії України. Ґрунтовий підхід до науки зрештою вилився у написанні 1965 р. докторської дисертації «Селянство Східної Галичини та Північної Буковини в другій половині XIX ст.». У 1969 р. йому було присвоєно вчене звання професора. У 1972 р., М. Кравцю через «посилення боротьби з українським націоналізмом» довелося залишити Львівський університет. У 1972—1975 рр. він працював на Буковині завідувачем кафедри історії СРСР та УРСР Чернівецького державного університету.
М. Кравець мріяв працювати в Києві. Одного разу навіть був обраний за конкурсом професором Київського державного педагогічного інституту ім. М. Горького. Проте до роботи не був допущений дирекцією, яка була інформована про його «націоналістичний світогляд». У 1975 р. М. М. Кравець прийняв пропозицію очолити кафедру загальної, тепер всесвітньої, історії на історичному факультеті Вінницького державного педагогічного інституту(нині державного педагогічного університету ім. М. Коцюбинського). Здавалося, він не був пов'язаний з історією України, викладав курс нової історії, щоправда українською мовою. Це теж не схвалювалося в ті часи. В курсі нової історії він завжди намагався згадувати «українські сюжети», наголошуючи на зв'язках діячів всесвітньої історії з Україною.
У Вінниці М. Кравець почав видавати свої праці у формі методичних рекомендацій для студентів. Вчений залишається вченим повсюди, куди не заводить його доля. Його переїзд до Вінниці сприяв активізації краєзнавчих досліджень, що вилилось у продовженні традиції публікацій історичних праць у місті, перерваної наприкінці 1950-х років. Завдяки його ініціативі почалося проведення Вінницьких обласних історико-краєзнавчих конференцій, які знайшли своє продовження у випуску «Наукових записок Вінницького державного педагогічного університету ім. М. Коцюбинського. Серія: Історія». До 2001 р. працював завідувачем кафедри всесвітньої історії, в 2001—2006 рр. — професором цієї кафедри, після чого вийшов на пенсію.

## Коло наукових інтересів
Вчений досліджував проблеми історії селянства, соціально-економічного розвитку, революційного руху в Західній Україні. У Вінниці М. Кравець розпочав енергійну діяльність з організації краєзнавчих досліджень на науковій основі, став одним з ініціаторів та організаторів проведення Вінницьких історико-краєзнавчих конференцій. Багато уваги він приділяв висвітленню подій національно-визвольної війни українського народу під проводом Богдана Хмельницького на Поділлі, дослідженню джерел з історії українського козацтва, діяльності органів УНР, ОУН на теренах краю, української преси, вивченню біографій подолян-діячів визвольного руху.

## Основні праці
Учений є автором монографій: "Нариси з історії робітничого руху в Західній Україні в 1921—1939 рр., «Селянство Східної Галичини і Північної Буковини в другій половині XIX ст.», «Іван Франко — історик України», «Роль українського козацтва у визвольній боротьбі українського народу», «Селянство Північної Буковини на початку XX ст.». Крім названих монографій він є автором десятків статей в «Українській радянській енциклопедії», «Радянській енциклопедії історії України», в часописах «Український історичний журнал», «Архіви України», «Жовтень», наукових збірниках, які видавалися у Львові, Луцьку, Кишиневі (Молдова), в Ризі (Латвія) та інших містах. У 2006 р. підготував розділ першого тому праці «Історія українського селянства». Всього М. Кравець мав понад 500 наукових публікацій (без врахування газетних).
Микола Миколайович написав також 12 романів і повістей, понад 300 оповідань і новел. Це становить понад 10 томів, які опубліковані в 2006—2010 рр.